# رومان ماكايا
رومان ماكايا (بالإسبانية: Román Macaya)‏ عالم كوستاريكي ولد في 19 سبتمبر، 1966، اختص في مجالات السياسة، ريادة الأعمال وكيمياء حيوية. عرف بمعارضته لاتفاقية التجارة الحرة بين جمهورية الدومنيكان وأمريكا الوسطى، وكان مرشحا للرئاسة عن حزب العمل للمواطنين.